# FNNニュース工場
『FNNニュース工場』（FNNニュースこうじょう）は1987年4月1日から9月30日までに放送されたフジテレビ系列（FNN）深夜最終版の総合報道番組。また、この項では前身の『ニュース工場一本勝負!』（ニュースこうじょういっぽんしょうぶ）についても取り上げる。

## 番組概要
1986年10月1日から1987年3月31日までに、関東地方のローカルニュース番組として深夜に放送された『ニュース工場一本勝負!』を全国ネット化し、『FNNニュースレポート23:00』『FNNニュースレポート23:30』、『プロ野球ニュース』を統合し、ニュース番組に『プロ野球ニュース』を内包した80分の総合ニュースワイド番組。土曜・日曜は70分番組。
番組放送開始前、露木茂と佐々木信也出演の『プロ野球ニュースとワイドニュースがドッキング！』といったCMが流れていた。『FNNニュースレポート』のタイトルを差し替えていた東海テレビ・関西テレビに配慮していた。当番組以降、夜ニュース枠の番組タイトルはネット全局で統一されている。
タイトルの『FNNニュース工場』は同年7月 - 8月に東京、大阪同時開催で行われたフジサンケイグループのコミュニケーションイベント『夢工場'87』に因んだとされている。テーマ音楽を担当したのはたかしまあきひこ。
軟らかいニュース番組を目指していたフジテレビの意向で、ニュース工場は『FNN DATE LINE』に改題され、僅か半年で『FNNニュース工場』は終了した。同時期に、昼間の『FNNニュースレポート11:30』も『FNNスピーク』に改題され、『FNN NEWSCOM』放送開始まで平日のニュース番組のタイトルから“ニュース”の文字が消えた。
東海テレビはオープニングタイトルの画面上に『東海テレビ』、福井テレビ・東海テレビは画面下に『協力：中日新聞』と表示していた。

### ニュース工場一本勝負!
『プロ野球ニュース』に引き続き30分間、フジテレビおよびテレビ静岡のみで放送された深夜のローカルニュース番組で『FNNニュースレポート23:00』の関東・静岡ローカル版かつ兄弟番組。
内容としては、その日（日付が変わっているので正確には前日）の主なニュースを簡単に振り返り、その中から番組が特に注目するニュースを解説などを交えて掘り下げて伝えた。この番組スタイルは当時の裏番組であった『情報デスクToday』（東京放送、現・TBSテレビ）と競合するものでもあった。
先述通り関東と静岡のみで放送のローカル番組だが、大きなニュースが発生した場合は、スタイルは本番組のまま「報道特別番組」扱いで系列局に臨時ネットされることもあった。この場合、バックの番組ロゴは外されていた。

## 歴代キャスター

### ニュース工場一本勝負!
- 山川千秋、阿部知代

### FNNニュース工場
三竹以外の全員が、引き続き『FNN DATE LINE』初期キャスターとして続投した。
月〜金曜日
- ニュース ： 露木茂、三竹映子
- プロ野球ニュース ： 佐々木信也

土・日曜日
- ニュース ： 永島信道 - 『FNNニュース・明日の天気 』を兼務、『FNNニュースレポート23:30』より続投。
- プロ野球ニュース ： みのもんた、大島智子（現：大島さと子。天気予報を兼務）

代役について
- ニュース ： 逸見政孝 - 露木の代役。『FNNスーパータイム』を兼務。
- スポーツ（『プロ野球ニュース』） ： とんねるず - 佐々木、みのの代役

## 放送時間・タイムテーブル
記載されている放送時間は全てJST。

### ニュース工場一本勝負!
- 平日 翌0:10 - 0:40
  - 冒頭でその日（正確には日付を跨ぐため前日）のニュースを簡単に振り替える。
  - 上記で伝えた中から番組が特に注目するニュースについて記者や識者を交えて詳しく伝える。
  - 最後はあす（正確にはきょう）の天気予報を伝えて終了。

### FNNニュース工場
- 月〜金曜日 23:00 - 翌0:20
  - 23:00 - 23:05 『FNNニュース工場』オープニング[2]→ニュースサマリー - 露木、三竹、佐々木の3人で進行する。ただし、佐々木は挨拶と『プロ野球ニュース』の予告やショートサマリーを伝えるのみで、一般ニュースは読まない。
  - 23:04:50 - 23:05:00 『FNNニュース工場』前半枠後提供 - 右下に提供クレジットが表示される間にスタジオセット背面のパネルとモニターの画面が回転して『プロ野球ニュース』の仕様に変わる演出があった。
  - 23:05 - 23:50 『プロ野球ニュース』 - 専用のオープニングタイトルが用意された（後述のネット局で、クロスネット、および番組販売ネット局の一部においてこのコーナーだけを独立した番組とみなして放送したため）。提供（スポンサー）は、専用オープニングの中で紹介される。
  - 23:50 - 翌0:15 『FNNニュース工場』本編
  - 翌0:15 - 0:20 天気予報→エンディング

- 土・日曜日 23:30 - 翌0:40
  - 23:30 - 23:40 『FNNニュース工場』オープニング→本編
  - 23:40 - 翌0:35 『プロ野球ニュース』
  - 翌0:35 - 0:40 天気予報→エンディング
  - 天気予報は番組開始後の1987年4月4日から1995年3月26日まで放送された当番組から『FNN Date Line』『DATE LINE』『FNN NEWSCOM』『スポーツWAVE』まで、関東地方やFNN系列のない青森県・山梨県・高知県（高知さんさんテレビは1997年4月1日開局）の映像をバックに伝えていた。札幌・仙台・東京・名古屋・大阪・広島・高松・福岡の8地点で「東京　はれ　☔10%」というような天気予報だった。
  - 日曜日は『FNNニュースレポート23:30」同様、ニュースの時間帯は全国枠のスポンサーなしで放送していた（『プロ野球ニュース』は1987年3月までと同じくスポンサーがあった）。

## ネット状況

### ネット局
◎は「プロ野球ニュース」と「ニュース工場一本勝負!」を含めて同時ネット。○は「プロ野球ニュース」を含めて同時ネット。△は「プロ野球ニュース」のみ時差ネット（ニュースは日本テレビの『NNNきょうの出来事』を放送）。
| 放送対象地域   | 放送局                                   | 系列        | ネット | 備考                                |
| -------------- | ---------------------------------------- | ----------- | ------ | ----------------------------------- |
| 関東広域圏     | フジテレビ(CX)                           | FNN         | ◎      | 基幹・制作局                        |
| 北海道         | 北海道文化放送(UHB)                      | FNN         | ○      |                                     |
| 青森県         | 青森放送(RAB)                            | NNN/ANN     | △      | 現在はNNNのみ加入                   |
| 宮城県         | 仙台放送(OX)                             | FNN         | ○      |                                     |
| 秋田県         | 秋田テレビ(AKT)                          | FNN         | ○      |                                     |
| 山形県         | 山形テレビ(YTS)                          | FNN         | ○      | 現在はANN系列                       |
| 福島県         | 福島テレビ(FTV)                          | FNN         | ○      |                                     |
| 新潟県         | 新潟総合テレビ(NST)                      | FNN         | ○      | 現・NST新潟総合テレビ               |
| 長野県         | 長野放送(NBS)                            | FNN         | ○      |                                     |
| 山梨県         | 山梨放送(YBS)                            | NNN         | △      |                                     |
| 静岡県         | テレビ静岡(SUT)                          | FNN         | ◎      |                                     |
| 富山県         | 富山テレビ(T34)                          | FNN         | ○      | 現・BBT                             |
| 石川県         | 石川テレビ(ITC)                          | FNN         | ○      |                                     |
| 福井県         | 福井テレビ(FTB)                          | FNN         | ○      |                                     |
| 中京広域圏     | 東海テレビ(THK)                          | FNN         | ○      | 『FNN東海テレビニュース工場』に改題 |
| 近畿広域圏     | 関西テレビ(KTV)                          | FNN         | ○      |                                     |
| 島根県・鳥取県 | 山陰中央テレビ(TSK)                      | FNN         | ○      |                                     |
| 岡山県・香川県 | 岡山放送(OHK)                            | FNN         | ○      |                                     |
| 広島県         | テレビ新広島(tss)                        | FNN         | ○      |                                     |
| 山口県         | 山口放送(KRY)                            | NNN/ANN     | △      | 現在はNNNのみ加入                   |
| 徳島県         | 四国放送(JRT)                            | NNN         | △      |                                     |
| 愛媛県         | テレビ愛媛(EBC)                          | FNN         | ○      |                                     |
| 高知県         | 高知放送(RKC)                            | NNN         | △      |                                     |
| 福岡県         | テレビ西日本(TNC)                        | FNN         | ○      | 『TNCニュース工場』に改題           |
| 佐賀県         | サガテレビ(sts)                          | FNN         | ○      |                                     |
| 長崎県         | テレビ長崎(KTN)                          | FNN/NNN     | △      | 現在はFNNのみ加入                   |
| 熊本県         | テレビ熊本(TKU)                          | FNN/ANN     | ○      | 現在はFNNのみ加入                   |
| 宮崎県         | テレビ宮崎(UMK)                          | FNN/NNN/ANN | △      |                                     |
| 鹿児島県       | 鹿児島テレビ(KTS) （金曜日・土曜日のみ） | FNN/NNN     | △      | 現在はFNNのみ加入                   |
| 沖縄県         | 沖縄テレビ(OTV)                          | FNN         | ○      |                                     |

脚注
1. ↑  当時、当番組の直後に放送されていた丸井サウンドロフトを関東以外で唯一ネットしていたことによる編成上の都合。
2. ↑  スポンサーを差し替えていた新潟総合テレビでは同じオープニングタイトルを自社送出で差し替えていた。

| フジテレビおよびFNN系列 月〜金曜最終版のFNNニュース | フジテレビおよびFNN系列 月〜金曜最終版のFNNニュース | フジテレビおよびFNN系列 月〜金曜最終版のFNNニュース |
| 前番組                                              | 番組名                                              | 次番組                                              |
| --------------------------------------------------- | --------------------------------------------------- | --------------------------------------------------- |
| FNNニュースレポート23:00                            | FNNニュース工場                                     | FNN DATE LINE                                       |
| フジテレビおよびFNN系列 土・日曜最終版のFNNニュース |                                                     |                                                     |
| FNNニュースレポート23:30                            | FNNニュース工場                                     | FNN DATE LINE                                       |